# Литвинович, Виктор Сергеевич
Виктор Сергеевич Литвинович (1 мая 1948 — 27 февраля 1982) — советский шашист (русские шашки).
Воспитанник заслуженного тренера СССР Л. М. Рамма. Мастер спорта СССР с 13(!) лет (1962); гроссмейстер СССР (1965). Участник десяти чемпионатов СССР в период 1963—1981 годов. В четырёх из них одержал победу: 1965, 1967* (звания «чемпион СССР» присвоено не было), 1971, 1979. С середины 1960-х годов был фаворитом всех соревнований, где участвовал. Спортивный журналист, ведущий ряда рубрик, автор многих методических пособий и двух книг (посмертно, в соавторстве). Известный тренер, создатель собственной методики подготовки юных спортсменов. Среди учеников — Александр Азаров, гроссмейстер, основатель после переезда в якутское село Чурапча, якутской шашечной школы.
Трагически погиб на тридцать четвёртом году жизни (бытовое отравление угарным газом).